# Fontrabiouse
Fontrabiouse – miejscowość i gmina we Francji, w regionie Oksytania, w departamencie Pireneje Wschodnie.
Według danych na rok 1990 gminę zamieszkiwało 76 osób, a gęstość zaludnienia wynosiła 5 osób/km² (wśród 1545 gmin Langwedocji-Roussillon Fontrabiouse plasuje się na 825. miejscu pod względem liczby ludności, natomiast pod względem powierzchni na miejscu 528.).

## Populacja

Populacja Fontrabiouse w latach 1962–2008